# カーティス・ロバーツ
カーティス・ロバーツ（Kurtis Roberts、1978年11月17日 - ）はアメリカ合衆国カリフォルニア州ターロック出身のオートバイレーサーである。AMAスーパーバイクやロードレース世界選手権で活躍した。父親は3年連続500ccクラスワールドチャンピオンになったケニー・ロバーツであり、2000年の500ccクラスワールドチャンピオンであるケニー・ロバーツ・ジュニアは実兄。

## AMA
1998年、カーティスは実力を認められてホンダのサテライト・チームであるエリオン・ホンダに加わり、AMA250ccクラスを戦った。この年は3勝を挙げて250ccクラスランキング2位を獲得し、600ccスーパースポーツレースにも数戦出場した。
1999年と2000年にはフォーミュラ・エクストリームのタイトルを獲得。2000年は同時に600ccスーパースポーツのタイトルも獲っている。
2001年は名門アメリカ・ホンダに移籍してAMAスーパーバイクシリーズに参戦、3度表彰台に立つ活躍を見せる。2002年は怪我のために一年間を棒に振ったが、翌2003年にはスーパーバイク初勝利を挙げてランキング3位を獲得した。
2004年にMotoGPを戦った後、2005年にはエリオン・ホンダに戻ってフォーミュラ・エクストリームを戦い、初戦のデイトナ200で2位に入るもののその後は目立った成績を残せなかった。

## 世界選手権
カーティスの世界選手権デビューは1997年のWGP250ccクラスである。
2004年には父親であるケニー・ロバーツ率いるプロトン・チームKRでMotoGPクラスに参戦したが、マシンの戦闘力の問題もあってシーズンを通して1ポイントを獲得するのがやっとであった。
2006年はチーム・ペデルチーニからドゥカティでスーパーバイク世界選手権に参戦。
2007年には元AMAスーパーバイクチャンピオンのダグ・チャンドラーとともにチームを結成する計画を立てたが断念、再び父親のMotoGPチームに戻ることになった。マシンの戦闘力不足に業を煮やして参戦を休止した実兄のケニー・ロバーツ・ジュニアと入れ替わる形でシーズン途中から参戦したカーティスは、3戦連続を含む5戦でポイント圏内でフィニッシュした。

## 戦績

### ロードレース世界選手権
- 凡例

| 年     | クラス | マシン     | 1       | 2       | 3       | 4       | 5       | 6       | 7      | 8       | 9       | 10     | 11      | 12     | 13     | 14      | 15      | 16      | 17      | 18      | 順位 | ポイント |
| ------ | ------ | ---------- | ------- | ------- | ------- | ------- | ------- | ------- | ------ | ------- | ------- | ------ | ------- | ------ | ------ | ------- | ------- | ------- | ------- | ------- | ---- | -------- |
| 1997年 | 250cc  | ホンダ     | MAL Ret | JPN Ret | SPA Ret | ITA Ret | AUT 18  | FRA -   | NED -  | IMO -   | GER 22  | BRA 18 | GBR 18  | CZE 18 | CAT 19 | INA -   | AUS -   |         |         |         | -    | 0        |
| 2001年 | 500cc  | プロトンKR | JPN -   | RSA -   | SPA -   | FRA -   | ITA -   | CAT -   | NED -  | GBR -   | GER -   | CZE -  | POR -   | VAL -  | PAC -  | AUS -   | MAL Ret | BRA -   |         |         | -    | 0        |
| 2004年 | MotoGP | プロトンKR | RSA -   | SPA Ret | FRA 15  | ITA DNS | CAT Ret | NED Ret | BRA 19 | GER Ret | GBR Ret | CZE -  | POR -   | JPN -  | QAT -  | MAL -   | AUS -   | VAL DNS |         |         | 29位 | 1        |
| 2005年 | MotoGP | プロトンKR | SPA -   | POR -   | CHN -   | FRA -   | ITA -   | CAT -   | NED -  | USA -   | GBR -   | GER -  | CZE -   | JPN -  | MAL -  | QAT -   | AUS -   | TUR -   | VAL Ret |         | -    | 0        |
| 2007年 | MotoGP | KR211V     | QAT -   | SPA -   | TUR -   | CHN -   | FRA -   | ITA Ret | CAT 18 | GBR 13  | NED 15  | GER 12 | USA Ret | CZE 15 | RSM 15 | POR Ret | JPN Ret | AUS 17  | MAL 20  | VAL Ret | 19位 | 10       |